# 더 킬러스 (2024년 영화)
《더 킬러스》는 2024년 개봉한 대한민국의 영화이다. 어니스트 헤밍웨이가 1927년에 발표한 단편 《살인자들》을 모티프로 4명의 감독이 각기 다른 4개의 이야기를 풀어내는 앤솔러지 구성을 취하고 있다.

## 출연진

### 세그먼트 1
- 연우진 - 운철 역
- 심은경 - 주은 역
- 양익준 - 보스 역
- 전성우 - 창중 역
- 장서원 - 남식 역
- 정이서 - 은지 역

### 세그먼트 2
- 심은경 - 소민 역
- 홍사빈 - 권수 역
- 지우 - 선영 역
- 이반석 - 상태 역
- 마이클 에카 고메스 - 카림 역
- 최철희[5] - 학과장 이종세 역
- 김종수 - 대표 역 [특별출연]
- 백현진 - 이사 역 [특별출연]
- 태원석 - 실장 역 [특별출연]
- 나나 - 인영 역 [특별출연]

### 세그먼트 3
- 오연아 - 유화 역
- 장현성 - 현상 역
- 김민 - 순경 역
- 박상면 - 올백 역
- 이준혁 - 콧수염 역
- 전석호 - 석중 역
- 김수진 - 노파 역
- 미상 - 염상구[6] 역
- 심은경 - 잡지 모델 역
- 서아름 - 달력 모델 역
- 김용식 - 라디오 아나운서 역 [목소리출연]

### 세그먼트 4
- 심은경 - 선샤인 역
- 곽민규 - 종세 역
- 이재균 - 도석 역
- 고창석 - 스마일 역
- 김금순 - 보이스 역
- 윤정우 - 양복남 1 역
- 육재현 - 양복남 2 역
- 이반석 - 신 역
- 강현준 - 광대 1 역
- 김찬우 - 광대 2 역
- 이정형 - 광대 3 역
- 남주현 - 광대 4 역
- 백정현 - 광대 5 역

## 참고 사항
- 부산국제영화제 상영 당시에는 15세 관람가였지만 정식 개봉 때는 청소년 관람불가로 바뀌었다.